# Familia Primera
Los Primera son los integrantes de una familia venezolanas de cantantes, de apellido paterno Primera. Alí Primera es el padre de cuatro cantautores venezolanos reconocidos internacionalmente por su apellido. En algunas ocasiones los cuatro hijos de Alí, después de su muerte, han hecho presentaciones en vivo en la televisión venezolana, festivales y hasta haciendo álbumes de estudio de tributo a su padre. La esposa de Alí Primera y madre de sus hijos, es Sol Musset.

## Integrantes
- Alí Primera (†): cantautor de música de protesta izquierdista, es reconocido como el Cantor del Pueblo por sus letras en contra de la discriminación y la explotación, es uno de los símbolos de la actual Revolución Bolivariana.

- Servando & Florentino: son los más exitosos de los cuatro hijos de Alí Primera, formando un dúo, nominado al Grammy Latino, cantantes de salsa, pop, rock en español, etc; exitosos internacionalmente también desde su infancia con la orquesta venezolana de salsa, Salserín.

- Sandino: también es cantante de salsa y otros géneros latinos, no ha sacado un álbum desde 2000.

- Juan Simón: es un cantautor, activista político, socialista en favor de la Revolución Bolivariana de Venezuela, del difunto Presidente de Venezuela, Hugo Chávez.

### Discografía
Álbumes musicales donde han participado los integrantes de la familia Primera.
| Año  | Álbum                 | Artista del álbum              | Discográfica      | Nota                                          |
| 1999 | De Primera a Primera  | Los Primera                    | Hecho a Mano      |                                               |
| 1999 | La Verdadera Historia | Alí Primera & Los Primera      | Balboa Records    |                                               |
| 2000 | Enamora'o             | Sandino                        | Hecho a Mano      | Con la participación de Servando & Florentino |
| 2001 | De Primera a Primera  | Sandino, Servando & Florentino | RCA International | Sin la participación de Sandino               |